# NGC 4342
NGC 4342 (другие обозначения — IC 3256, ARAK 361, UGC 7466, VCC 657, MCG 1-32-39, ZWG 42.71, PGC 40252) — галактика в созвездии Дева.
Этот объект входит в число перечисленных в оригинальной редакции «Нового общего каталога».
Отношение массы чёрной дыры к массе балджа в галактике равно 6,9%. Галактика находится в ореоле тёмной материи.